# Distretto di Cochabamba (Ancash)
Il distretto di Cochabamba è un distretto del Perù nella provincia di Huaraz (regione di Ancash) con 2.047 abitanti al censimento 2007 dei quali 470 urbani e 1.577 rurali.
È stato istituito il 30 settembre 1943.